# Lilla Bergtjärnen, Dalsland
Lilla Bergtjärnen är en sjö i Dals-Eds kommun i Dalsland och ingår i Örekilsälvens huvudavrinningsområde.